# Coalcomán de Vázquez Pallares
Coalcomán de Vázquez Pallares es una población mexicana del estado de Michoacán de Ocampo, cabecera del municipio homónimo.
Tiene una población total de 13 806 habitantes, según el XIV Censo General de Población y Vivienda 2020 efectuado por el Instituto Nacional de Estadística y Geografía.
Cuenta con una Casa de la Cultura Municipal, y con el museo estatal «Casa-Museo Natalio Vázquez Pallares» dependiente de la Secretaría de Cultura del Estado de Michoacán y de la Fundación Natalio Vázquez Pallares. Asimismo, alberga el Aeródromo Pablo L. Sidar en su interior, aunque actualmente no se usa para transportación comercial.
Es reconocido por sus festividades decembrinas de las posadas, que se llevan a cabo durante 9 días; del 16 hasta el 24 de diciembre de cada año.

## Historia[5]
Para la época prehispánica, no existe información oficial que afirme la existencia de asentamientos, sin embargo y debido a su cercanía con ciudades como Pómaro, Coire y Ostula, podría indicar sobre la posible población y reinado de los mexicas sin haber formado parte del dominio tarasco.
Durante la dominación colonial, fue poblada por españoles atraídos por diferentes yacimientos, se conoció a la población como "Motines de oro" en consecuencia de los indígenas mantenerse sublevados contra los españoles en sus montañas y por la riqueza que había en el lugar. 
Años más tarde, entre 1811 y 1820 al ponerse en plan la independencia del pueblo, la población fue incendiada y destruida, lo cual evitó el crecimiento económico de la misma hasta la independencia de la nación en 1821, cuando Pedro Gutiérrez de Salceda reactivó la economía. Finalmente, según la Ley de División Territorial, el 10 de diciembre de 1831, el Congreso del Estado decretó la creación del partido y municipio de Coalcomán, con cabecera del mismo nombre, la cual obtuvo la categoría de Villa.
El 20 de noviembre de 1886 la cabecera municipal fue nombradas "Coalcomán de Matamoros", para 95 años más tarde, en 1981 por decreto constitucional ser nombrada nuevamente como Coalcomán de Vázquez Pallares.

## Orografía
El relieve lo constituye la Sierra Madre del Sur; el cerro Las Conchas, cerro del Tejocote, cerro Cabeza de Vaca, y el cerro El Laurel.

## Fiestas y tradiciones[7]
- Marzo: Semana Santa

- 25 de julio: Día de Santiago Apóstol, patrono del pueblo.

- 16 de septiembre: Independencia de México.

- 8 de diciembre: inicio las festividades a la Virgen de Guadalupe.

- 1 y 2 de noviembre: se realizan altares con ofrendas a los muertos y se colocan flores sobre los sepulcros en el panteón municipal.

- 24 y 31 de diciembre: en las Parroquia se canta misa de media noche.